# هدرة كندية
الهدرة (العُدارة) الكندية (الاسم العلمي: Hydra canadensis) هو نوع من الأبابيات يتبع جنس العدار من الفصيلة الهدرية.